# Колін Белл
Колін Белл (англ. Colin Bell; 26 лютого 1946, Геследен — 5 січня 2021) — англійський футболіст, півзахисник.
Насамперед відомий виступами за клуб «Манчестер Сіті», а також національну збірну Англії.

## Клубна кар'єра
Вихованець футбольної команди «Горден Кольєрі Велфейр Юніорз» (англ. Horden Colliery Welfare Juniors).
У дорослому футболі дебютував у 1963 році виступами за команду клубу «Бері», в якій провів три сезони, взявши участь у 82 матчах чемпіонату.
У 1966 році перейшов до клубу «Манчестер Сіті», за який відіграв 13 сезонів. Більшість часу, проведеного у складі «Манчестер Сіті», був основним гравцем команди. Завершив професійну кар'єру футболіста виступами за команду «Манчестер Сіті» у 1979 році.

## Виступи за збірну
У 1968 році дебютував в офіційних матчах у складі національної збірної Англії. Протягом кар'єри у національній команді, яка тривала 8 років, провів у формі головної команди країни 48 матчів, забивши 9 голів.
У складі збірної був учасником чемпіонату Європи 1968 року в Італії, на якому команда здобула бронзові нагороди, чемпіонату світу 1970 року у Мексиці.

## Титули і досягнення
- Чемпіон Англії (1):

«Манчестер Сіті»: 1967-68
- Володар Суперкубка Англії (2):

«Манчестер Сіті»: 1968, 1972
- Володар Кубка Англії (1):

«Манчестер Сіті»: 1968-69
- Володар Кубка англійської ліги (2):

«Манчестер Сіті»: 1969-70, 1975-76
- Володар Кубка Кубків УЄФА (1):

«Манчестер Сіті»: 1969-70